# Cavalo Dinheiro
Cavalo Dinheiro é um filme etnográfico (docuficção) português de 2014, realizado e escrito por Pedro Costa. É protagonizado por Ventura, recuperando a interpretação da versão de si mesmo em Juventude em Marcha. A longa metragem explora a procura do povo imigrante do Bairro das Fontaínhas (Amadora) por Ventura, perdido nas suas memórias das consequências da guerra colonial.
O filme estreou-se no Festival Internacional de Cinema de Locarno a 13 de agosto de 2014, onde ganhou o prémio de melhor direção. Foi exibido no Brasil pelo Festival do Rio a 30 de setembro de 2014 e em Portugal a 4 de dezembro do mesmo ano.

## Sinopse
Ventura volta a representar a sua vida e a dos seus semelhantes. Já idoso, o imigrante cabo-verdiano e pioneiro do Bairro das Fontaínhas vagueia nas próprias memórias, onde delírio e realidade, presente e passado se entrelaçam. 
Revive o seu passado cheio de violência e sonhos desfeitos e ao mesmo tempo interpreta o jovem Ventura, recém-chegado a Portugal para trabalhar nas obras como tantos outros: Ventura está num hospital com alguns pacientes e diz ao médico que tem dezanove anos. 
Nessa interface delírio/realidade, no 25 de abril de 1974, enquanto os capitães faziam a revolução e conquistavam as ruas de Lisboa, no Bairro das Fontaínhas o povo cabo-verdiano procura Ventura perdido na floresta. Hoje, demolido em nome do progresso pelo governo português, o bairro já não existe. Perdido num país assombrado pela guerra colonial, pela revolução e pela descolonização, Ventura revisita os seus fantasmas pessoais que se vão moldando aos fantasmas de Portugal.
Costa encena os fantasmas do passado da comunidade cabo-verdiana com tons negros e canções melancólicas. Homens cabo-verdianos fazem fila no leito de Ventura, no Hospital, e contam as suas experiências como trabalhadores em Portugal, da vida em cabanas nas favelas de Lisboa. Uma velha amiga, Vitalina Varela, faz uma longa visita a Ventura. O seu marido morreu em Portugal e a necessidade de visto ditou que ela chegasse ao país três dias após a sua morte. Ventura ainda hoje vê o marido de Vitalina no seu hospital, enquanto Vitalina sussurra documentos oficiais: cédulas de nascimento, casamento, morte.

## Elenco
O elenco de Cavalo Dinheiro é composto por atores não profissionais que interpretam versões ligeiramente ficcionadas de si, a partir de acontecimentos reais da sua história de vida.
- Ventura[13]
- Vitalina Varela[14]
- Tito Furtado[15]
- Benvindo Tavares
- António Santos
- Alberto Barros
- Pedro Tavares
- Isabel Cardoso
- António Semedo
- Luís Mendonça
- Maria dos Reis Pina
- Zulmira Varela

## Dados técnicos
- Imagem: Pedro Costa, Leonardo Simões[16]
- Montagem: João Dias
- Correção de cor: Gonçalo Ferreira
- Som: Olivier Blanc e Vasco Pedroso
- Montagem de som: Hugo Leitão e Ève Correa-Guedes
- Mistura de som: Branko Neskov
- Música: Os Tubarões[17]
- Produção: OPTEC, Sociedade Óptica Técnica
- Produtor: Abel Ribeiro Chaves
- Formato: Digital (Digital Cinema Package DCP) / Cor

## Produção

### Desenvolvimento
A longa-metragem nasce da colaboração de realizador e sujeito do filme, uma metodologia a que Costa chamou de "História ligada às fontes", pela fidelidade, implacabilidade dos factos e a conclusão da mesma. O relato de Ventura acerca do impacto da guerra colonial e a transição para a democracia em Portugal motivou um trabalho com Costa de mapeamento do passado de ambos através de questões como: Onde estava no dia 25 de abril às 17 horas? Onde estava quando os soldados invadiram o centro da cidade? O realizador reviu centenas de fotos das multidões a 25 de abril de 1974 e na manifestação do 1º de Maio, tendo reparado que quase não havia nas imagens rostos das comunidades de imigrantes cabo-verdianos, guineenses, angolanos e são-tomenses em Lisboa. Cavalo Dinheiro nasce do retrato por Ventura dessa comunidade, confusa e preocupada com o futuro numa fase em que haviam começado a construir as primeiras barracas clandestinas nos subúrbios de Lisboa. Viviam "apavorados cada vez que viam passar um jipe do COPCON", principalmente por temerem perder o ordenado, serem recambiados ou presos por imigração ilegal.

#### Título
O título Cavalo Dinheiro foi sugerido por Ventura a Pedro Costa, referindo-se a um cavalo chamado Dinheiro que Ventura deixou em Cabo Verde ao partir para Portugal. O  cabo-verdiano associa este nome a uma sensação de movimento e felicidade inerente às memórias da sua mocidade em Chão do Monte (Santiago): às idas à fonte para buscar água, corridas a galope atrás das cabras, e ao verão em que conheceu a sua esposa Zulmira. O animal terá sido destruído por abutres. Costa, propondo-se a reconstruir o passado português como mito, encontra uma porta de entrada particular através deste episódio chave. Para o realizador: "É um título que não tem preço".

### Casting
Pedro Costa considera Ventura essencial para a sua filmografia, e para Cavalo Dinheiro em particular, dada a preocupação do cabo-verdiano com a qualidade do trabalho cinematográfico de ambos. Caracterizando-o como o seu "oráculo", Costa elogiou-o "no sentido fotográfico" e na qualidade de "o último de uma linha de grandes atores de estúdio." Ventura vive no Bairro Casal da Boba (Amadora) com a sua família, que acolheu famílias oriundas de bairros como o das Fontaínhas. Quase todos os outros atores não profissionais de Cavalo Dinheiro (eg. Benvindo Tavares, Tito Furtado, Vitalina Varela) são habitantes do mesmo bairro e selecionados por representarem a história da comunidade imigrante de países africanos de língua portuguesa em Portugal. Muitos renovam a colaboração com Costa em filmes anteriores (como Juventude em Marcha) e seguintes (Vitalina Varela é a protagonista do filme de 2019 com o seu nome) do realizador.

## Temas e estilo
Em Cavalo Dinheiro, Pedro Costa continua a expandir o ciclo etnoficcional (iniciado em Ossos) dedicado a uma comunidade de imigrantes de Cabo Verde em Portugal e ao processo de desterritorialização provocado pela demolição do Bairro das Fontaínhas. Tal bairro era visto, por um lado, como uma fraqueza aos olhos da classe alta e média portuguesa, e por outro como a força e berço que unia uma comunidade de imigrantes de Cabo Verde, Guiné-Bissau, Angola e São Tomé e Príncipe.
A história colonial portuguesa e o período do fim do Estado Novo são momentos-chave para explicar a precariedade desta comunidade na atualidade, uma reflexão que a longa-metragem pretende explorar. Para tal, Costa recupera Ventura, uma das suas personagens, para recuar no tempo através da sua versão do 25 de abril de 1974. O filme inicia uma revisitação dos traumas de uma comunidade a partir de um posicionamento da luz que exprime o olhar do realizador sobre os seus atores. Apesar de explorar temas dos seus filmes anteriores (o espaço vazio entre gerações, a pobreza, a exploração, a distância, a saudade, a pertença, a desesperança), em Cavalo Dinheiro, Pedro Costa leva os personagens para ambientes significativamente mais frios e interiores, o que acentua ainda mais a sua fragilidade.
A cinematografia austera e de alto contraste cria um efeito com origem em filmes expressionistas alemães da década de 1920, ou no film noir, duas escolas de cinema que muitas vezes colocam suas histórias num lugar diferente da sua realidade. Para além do alto contraste das cenas, o jogo de sombras e a posição da câmara conjugam-se harmoniosamente, atribuindo um misticismo e um toque fantástico ao filme. As cenas de Ventura com Vitalina Varela são dotadas de uma tensão, elevada pela imagem e a sombra que pousa sobre as faces da dupla.
Cavalo Dinheiro não se enquadra puramente no género de documentário nem de ficção uma vez que Ventura não é visto a responder às perguntas de um documentarista sobre sua vida, nem é um ator profissional a interpretar o papel de um velho imigrante. A perspetiva do realizador desafia uma ideia de autenticidade que, na verdade, é criada sobretudo através do argumento.

### A sequência do elevador
A última sequência do filme, que se desenrola num elevador da instituição onde Ventura se encontra internado, tornou-se uma das mais emblemáticas da filmografia de Pedro Costa. O realizador já a havia apresentado na sua curta-metragem Sweet Exorcism para o filme antológico de 2012 Centro Histórico, embora surja em Cavalo Dinheiro numa montagem mais direta. 
Na cena dentro do elevador hospitalar, destaca-se dos demais cenários de Costa. Neste espaço, Ventura encontra uma estátua viva de um soldado da revolução, que instiga a sua memória. Discutem o papel de cada um no processo histórico e Ventura aborda os seus medos, rotinas e desvenda culpas do passado.
A cena tem uma densidade emocional grande e pede a Ventura que passe por estados diferentes, do pânico à demência, até a prostração terminal. Desorientado, o idoso a certo ponto exclama "está aqui um MFA a apontar-me uma arma". Exige, por isso, do ator tempos e tons contraditórios. Também a câmara varia muito e, consoante o momento, defende ou acusa o personagem, recorrendo a diferentes alturas, distâncias e ângulos. Não só Ventura precisou de tempo para desempenhar a sequência, mas também Costa: "O nosso combate também é com a luz porque tenho a impressão de que cada dia que passa é mais difícil chegar a resultados interessantes com estes pobres equipamentos digitais que usamos. E quase todos acabam por ceder a facilidades e os filmes também se ressentem e enfraquecem com a falta de trabalho e de interesse atrás da câmara."

## Distribuição
Cavalo dinheiro estreou-se a 13 de agosto na edição de 2014 do Festival Internacional de Cinema de Locarno, onde viria a ser multipremiado. O filme passaria por cerca de uma dezena de festivais antes de ser distribuído comercialmente em Portugal a 4 de dezembro do mesmo ano. Em Macau estreou-se a 30 de março de 2015. Em Itália, Zomia distribuiu comercialmente o filme a partir de 28 de abril de 2016.
A longa metragem foi editada em DVD/Blu-ray e distribuída pela Second Run e Cinema Guild. Uma das edições especiais do mesmo contém um livro que compila os diálogos integrais do filme em Crioulo Cabo-Verdiano e Português, textos de Jacques Rancière, Chris Fujiwara e José Oliveira e uma entrevista com Pedro Costa.

### Festivais
O filme percorreu um longo circuito de Festivais internacionais de cinema entre 2014 e 2017. Destacam-se os seguintes:
- Festival del Film Locarno (Suíça, agosto de 2014)[36]
- TIFF Toronto (Canadá, setembro de 2014)
- Festival do Rio de Janeiro (Brasil, setembro de 2014)[37]
- NYFF New York Film Festival (E.U.A., outubro de 2014)
- Valdivia International Film Festival (Chile, outubro de 2014)
- BFI London Film Festival (Reino Unido, outubro de 2014)
- Viennale (Áustria, novembro de 2014)
- CPH:DOC Film Festival Copenhagen (Dinamarca, novembro de 2014)
- Taipei Golden Horse Film Festival (Taiwan, novembro de 2014)
- Mar Del Plata International Film Festival (Argentina, novembro de 2014)
- International Film Festival Rotterdam (Holanda, janeiro de 2015)
- Goteborg International Film Festival (Suécia, janeiro de 2015)
- Jameson Dublin International (Irlanda, março de 2015)
- Hong-Kong International Film (Hong Kong, março de 2015)
- Beijing International Film Festival (China, abril de 2015)
- Jeonju IFF (Coreia do Sul, maio de 2015)
- Filmadrid Festival Internacional Cine (Espanha, junho de 2015)
- Munich Film Festival (Alemanha, junho de 2015)
- New Horizons IFF (Polónia, julho de 2015)
- Melbourne International Film Festival (Austrália, agosto de 2015)
- Cineteca di Bologna (Itália, 2016)
- Takasaki Film Festival (Japão, abril de 2017)

## Receção
Cavalo Dinheiro recebeu, de forma geral, comentários positivos pela crítica especializada. No agregador de críticas Rotten Tomatoes, o filme mantém um rating de aprovação de 84%, baseado em 37 críticas, com um rating médio de 7.30/10. No consenso da crítica no website lê-se: "Cavalo Dinheiro continua as explorações elegíacas do realizador Pedro Costa sobre pobreza e sobrevivência, retendo uma narrativa clara enquanto entrega uma jornada evocativa com visuais distintivos". Num outro agregador, Metacritic, que atribui uma classificação até 100 a partir das publicações de críticos de cinema convencionais, o filme recebeu uma pontuação de 84, com base em 11 críticos, indicando "aclamação universal". Jason Anderson (British Film Institute) nomeou Cavalo Dinheiro como o terceiro melhor filme de 2014, pelo modo como contorna as normas usuais de tempo e espaço que personagens ocupam no contexto cinematográfico.
Na sua crítica ao filme, Bruno Carmelo (AdoroCinema) elogia o modo como a câmara tão estética de Costa permite ao elenco "tempo para se expressar, ou para apenas permanecer em silêncio, com os olhares perdidos e marejados". Matt Zoller Seitz (escrevendo para Roger Ebert) caracteriza a relação de Ventura e Pedro Costa como uma das grandes colaborações ator-realizador do cinema recente. Filipe Furtado (Revista Cinética) destaca a performance de Vitalina Varela: "Enquanto os planos focados em Ventura parecem olhar sempre para trás, os focados em Vitalina existem concretos no presente. No seu grande momento, ela lê a certidão de óbito do marido e, na sua dicção firme, é como se cada elemento descrito surgisse concreto na tela."

### Premiações
Aquando a sua estreia no Festival de cinema de Locarno, Cavalo Dinheiro valeu a Pedro Costa o Leopardo de Melhor Realizador e o prémio da Federação Internacional de Cineclubes. Seguiram-se quatro dezenas de outras nomeações e premiações.
| Ano  | Premiação                                          | Categoria                                                                    | Trabalho                      | Resultado | Ref.   |
| ---- | -------------------------------------------------- | ---------------------------------------------------------------------------- | ----------------------------- | --------- | ------ |
| 2014 | Festival de Locarno                                | Melhor realizador                                                            | Pedro Costa                   | Venceu    | [ 36 ] |
| 2014 | Festival de Locarno                                | Prémio Don Quixote                                                           | Pedro Costa                   | Venceu    | [ 36 ] |
| 2014 | Festival de Locarno                                | Prémio Boccalino da Federação Internacional de Cineclubes: Melhor filme      | Cavalo Dinheiro, Pedro Costa  | Venceu    | [ 36 ] |
| 2014 | Festival de Locarno                                | Prémio Boccalino da Federação Internacional de Cineclubes: Melhor realizador | Pedro Costa                   | Venceu    | [ 36 ] |
| 2014 | Festival de Locarno                                | Leopardo dourado                                                             | Pedro Costa                   | Indicado  | [ 36 ] |
| 2014 | CPH:DOX                                            | Prémio CPH:DOX                                                               | Pedro Costa                   | Indicado  |        |
| 2014 | Athens Avant-Garde Film Festival                   | Prémio de melhor filme da competição internacional                           | Cavalo Dinheiro, Pedro Costa  | Venceu    |        |
| 2014 | Mar Del Plata International Film Festival          | Menção especial para cinematografia                                          | Pedro Costa                   | Venceu    |        |
| 2014 | Mar Del Plata International Film Festival          | Melhor filme: Competição internacional                                       | Cavalo Dinheiro, Pedro Costa  | Indicado  |        |
| 2014 | Viennale                                           | Prémio Vienna de melhor filme                                                | Cavalo Dinheiro, Pedro Costa  | Indicado  |        |
| 2015 | IBAFF - International Film Festival of Murcia      | Melhor filme                                                                 | Cavalo Dinheiro, Pedro Costa  | Venceu    | [ 42 ] |
| 2015 | Cine PE Festival do Audiovisual                    | Melhor realizador                                                            | Pedro Costa                   | Venceu    |        |
| 2015 | Cine PE Festival do Audiovisual                    | Melhor argumento                                                             | Pedro Costa                   | Venceu    |        |
| 2015 | Cine PE Festival do Audiovisual                    | Melhor fotografia                                                            | Leonardo Simões               | Venceu    |        |
| 2015 | Cine PE Festival do Audiovisual                    | Prémio da Associação Brasileira de Críticos de Cinema/Abbracine              | Cavalo Dinheiro, Pedro Costa  | Venceu    |        |
| 2015 | Filmadrid Festival Internacional Cine              | Prémio especial: Competição internacional                                    | Cavalo Dinheiro, Pedro Costa  | Venceu    |        |
| 2015 | Cine Ceará-Gestival Ibéro-Americano de Cinema      | Melhor direção de arte                                                       | Pedro Costa                   | Venceu    |        |
| 2015 | Cine Ceará-Gestival Ibéro-Americano de Cinema      | Melhor som                                                                   | Olivier Blanc e Vasco Pedroso | Venceu    |        |
| 2015 | Cine Ceará-Gestival Ibéro-Americano de Cinema      | Melhor fotografia                                                            | Leonardo Simões               | Venceu    |        |
| 2015 | Munich Film Festival                               | Prémio ARRI/OSRAM: Melhor filme estrangeiro                                  | Cavalo Dinheiro, Pedro Costa  | Venceu    |        |
| 2015 | Melbourne International Film Festival              | Melhor filme                                                                 | Cavalo Dinheiro, Pedro Costa  | Venceu    |        |
| 2015 | Melbourne International Film Festival              | Melhor performance                                                           | Ventura                       | Venceu    |        |
| 2015 | Melbourne International Film Festival              | Melhor cinematografia                                                        | Leonardo Simões               | Venceu    |        |
| 2015 | Prémio Autores                                     | Melhor filme                                                                 | Cavalo Dinheiro, Pedro Costa  | Indicado  |        |
| 2015 | Prémio Autores                                     | Melhor argumento                                                             | Pedro Costa                   | Indicado  |        |
| 2015 | Prémio Cinema Bloggers                             | Melhor filme português                                                       | Cavalo Dinheiro, Pedro Costa  | Venceu    |        |
| 2015 | Prémio Cinema Bloggers                             | Melhor filme europeu                                                         | Cavalo Dinheiro, Pedro Costa  | Indicado  |        |
| 2015 | Prémio Cinema Bloggers                             | Melhor realizador: Competição nacional                                       | Pedro Costa                   | Venceu    |        |
| 2015 | Prémio Cinema Bloggers                             | Melhor argumento: Competição nacional                                        | Pedro Costa                   | Venceu    |        |
| 2015 | Prémio Cinema Bloggers                             | Melhor ator                                                                  | Ventura                       | Indicado  |        |
| 2015 | Prémios CinEuphoria                                | Melhor filme: Competição internacional                                       | Cavalo Dinheiro, Pedro Costa  | Indicado  |        |
| 2015 | Prémios CinEuphoria                                | Melhor filme: Competição nacional                                            | Cavalo Dinheiro, Pedro Costa  | Venceu    |        |
| 2015 | Prémios CinEuphoria                                | Top 10 do ano: Competição internacional                                      | Cavalo Dinheiro, Pedro Costa  | Venceu    |        |
| 2015 | Prémios CinEuphoria                                | Top 10 do ano: Competição nacional                                           | Cavalo Dinheiro, Pedro Costa  | Venceu    |        |
| 2015 | Prémios CinEuphoria                                | Top 10 do ano: Prémio do público                                             | Cavalo Dinheiro, Pedro Costa  | Venceu    |        |
| 2015 | Prémios CinEuphoria                                | Melhor realizador: Competição internacional                                  | Pedro Costa                   | Indicado  |        |
| 2015 | Prémios CinEuphoria                                | Melhor realizador: Competição nacional                                       | Pedro Costa                   | Venceu    |        |
| 2015 | Prémios CinEuphoria                                | Melhor trailer: Competição nacional                                          | Cavalo Dinheiro, Pedro Costa  | Venceu    |        |
| 2015 | Prémios CinEuphoria                                | Melhor cinematografia: Competição nacional                                   | Leonardo Simões               | Indicado  |        |
| 2015 | Prémios CinEuphoria                                | Melhor ator: Competição internacional                                        | Ventura                       | Indicado  |        |
| 2015 | Prémios CinEuphoria                                | Melhor atriz secundária: Competição nacional                                 | Vitalina Varela               | Indicado  |        |
| 2015 | Prémio dos Críticos de Cinema Online Portugueses   | Melhor filme português                                                       | Cavalo Dinheiro, Pedro Costa  | Indicado  |        |
| 2015 | Prémio International Cinephile Society             | Melhor filme não-lançado em 2014                                             | Cavalo Dinheiro, Pedro Costa  | Venceu    |        |
| 2015 | Nuremberg International Human Rights Film Festival | Prémio Nuremberg International Human Rights Film Festival                    | Cavalo Dinheiro, Pedro Costa  | Indicado  |        |
| 2015 | Prémios Fénix                                      | Melhor filme                                                                 | Cavalo Dinheiro, Pedro Costa  | Indicado  |        |
| 2015 | Prémios Fénix                                      | Melhor ator                                                                  | Ventura                       | Indicado  |        |
| 2015 | Prémios Fénix                                      | Melhor realizador                                                            | Pedro Costa                   | Indicado  |        |
| 2015 | Prémios Fénix                                      | Melhor argumento                                                             | Pedro Costa                   | Indicado  |        |
| 2015 | Prémios Fénix                                      | Melhor edição                                                                | João Dias                     | Indicado  |        |
| 2015 | Yamagata International Documentary Film Festival   | Grande prémio Robert and Frances Flaherty                                    | Cavalo Dinheiro, Pedro Costa  | Venceu    |        |
| 2016 | Prémios Argentinean Film Critics Association       | Silver Condor: Melhor filme ibero-americano                                  | Cavalo Dinheiro, Pedro Costa  | Indicado  |        |